# سیارک ۲۵۶۷۷
سیارک ۲۵۶۷۷ (به انگلیسی: 25677 Aaronenten، نامگذاری:2000AK102)۲۵۶۷۷مین سیارک کشف شده‌است که در ۰۵ ژانویه ۲۰۰۰ کشف شد.